# Tetragnatha mertoni
Tetragnatha mertoni är en spindelart som beskrevs av Embrik Strand 1911. Tetragnatha mertoni ingår i släktet sträckkäkspindlar, och familjen käkspindlar. Inga underarter finns listade i Catalogue of Life.